# Логово (телесериал)
Логово (англ. The Lair) — американский телесериал о вампирах, производимый телеканалом «Here!» и ориентированный, прежде всего, на ЛГБТ-аудиторию. К настоящему моменту снято три сезона сериала.

## Сюжет
«Логово» — это закрытый мужской клуб, в который можно попасть, только лишь если вас порекомендовал кто-то из членов клуба. Однажды в этот клуб попадает Том, журналист из отдела расследований местной газеты — после того, как его бойфренда Джонатана после похода в этот клуб находят лежащего в коме. Оказывается, что этот «клуб» принадлежит группе молодых вампиров, которые заманивают красивых парней и пьют их кровь.

## В главных ролях
- Питер Стиклес — Дамиан (с 1 сезона)
- Дэвид Моретти — Том Этертон (с 1 сезона)
- Дилан Фокс — Колин (с 1 сезона)
- Колтон Форд — шериф Траут (с 1 сезона)
- Беверли Линн — Лаура Риверс (сезоны 1-2)
- Брайан Нолан — Фрэнки (с 1 сезона)
- Джесси Калтип — Джонатан (сезон 1)
- Иван Стоун — Джимми (сезон 1)
- Михаэль фон Штиль — Эрик (сезон 1)
- Артур Робертс — доктор Белмонт (сезон 1)
- Тед Ньюсом — доктор Купер (сезон 1)
- Итан Рейнольдс — Джонатан (сезон 2)
- Мэтти Ферраро — Иен (сезон 2)
- Стивен Хирши — Итан (с 3 сезона)